# L'illa dels morts
L'illa dels morts —Die Toteninsel en alemany— és una sèrie de cinc quadres simbolistes del pintor suís Arnold Böcklin (1827-1901).
Böcklin va crear cinc versions del mateix quadre, en el qual es representa un remer i una figura blanca sobre una petita barca, creuant una àmplia extensió d'aigua en direcció a una illa rocosa. L'objecte que acompanya a les figures en la barca s'identifica generalment com un taüt, i la figura blanca amb Caront, el barquer que en la mitologia grecoromana conduïa a les ànimes a l'Hades.
Böcklin mai va explicar el significat de la seva pintura; de fet, el títol de l'obra no es deu a ell, sinó al comerciant d'art Fritz Gurlitt, qui la va batejar així en 1883.
La primera versió del quadre, que actualment es troba en el Metropolitan Museum of Art de Nova York, va ser creada a Florència en 1880 a petició de Marie Berna, el marit de la qual, el doctor Georg Berna, havia mort recentment.
Altres versions posteriors del quadre es troben avui a Basilea, Berlín i Leipzig. La que existia en Rotterdam va ser destruïda durant la Segona Guerra Mundial.
L'obra ha atret l'atenció de molt diverses personalitats: Adolf Hitler, en particular, estava obsessionat amb el quadre, una de les versions de la qual va arribar a posseir. Freud, Lenin i Clemenceau, entre d'altres, en tenien una reproducció en la seva oficina.

## Obres inspirades en l'illa dels morts
- L'artista suís H.R. Giger va pintar una nova versió del quadre, titulada simplement Böcklin.
- El pintor Daniel Santoro va realitzar una sèrie de quadres amb el tema d'Eva Perón i Juan Perón, arribant a l'illa dels morts, lleugerament modificada per incloure edificis de l'època peronista a l'illa.[4]
- L'arquitecte francès Tony Garnier, va crear una illa dels morts en un llac prop de Lió.
- El compositor romàntic rus Serguei Rakhmàninov va compondre un poema simfònic titulat igualment L'illa dels morts (1908), op. 29, inspirat per aquest quadre.
- El compositor alemany Max Reger va posar el nom d'aquest quadre al tercer dels seus Quatre poemes simfònics basats a Arnold Böcklin, Op. 128.
- L'agrupació de darkwave francesa Collection D'Arnell Andrea es va basar en aquest quadre per compondre una cançó inclosa en el seu disc Exposition.
- Felix Woyrsh, compositor alemany, va compondre tres fantasies Bocklin: L'illa dels morts, L'eremita i Jugar amb les ones.
- Roger Zelazny es va basar en el quadre com a inspiració per al lloc de trobada dels dos antagonistes mitològics de la seva novel·la L'illa dels morts.

- L'obra de teatre d'August Strindberg La sonata dels espectres es tanca amb una imatge de l'illa dels morts, un dels quadres favorits del dramaturg.

- En l'anime Kuroshitsuji l'illa dels morts és un santuari per als dimonis; en el ending 2 "Llagrimosa" es pot observar al majordom, Sebastian Michaelis, conduint a Ciel Phantomhive en un taüt en una barca cap a l'illa.

- En la pel·lícula nord-americana Dead Silence (2007) el protagonista arriba a un paratge amb una intencionada semblança amb el quadre (als 49′ 30″, vegeu la imatge).